# Парламентські вибори в Казахстані 2016
Позачергові парламентські вибори проведені в Казахстані 20 березня 2016 року. На них обирали депутатів нижньої палати парламенту, Мажилісу.
Дата була встановлена президентом Нурсултан Назарбаєвим 20 січня 2016 року, коли він розпустив Мажиліс після запиту самого Мажилісу на його розпуск 13 січня, з деяких причин розпуску є економічна криза, викликана низькими цінами на нафту. Законний термін Мажилісу мав закінчуватись тільки восени 2016 року.

## Виборча система
98 безпосередньо обраних членів Мажилісу (нижньої палати парламенту) обираються з єдиного загальнонаціонального виборчого округу по пропорційному представництву з 7% відсотковим бар’єром. Місця розподіляються з використанням по методу великого залишку. Якщо сторони мають рівний за величиною залишок, партія, яка була зареєстрована в раніше отримує місце. Якщо тільки одна партія перетинає поріг, наступна партія з найбільшою кількістю голосів отримує щонайменше два місця.
Ще дев'ять місць обираються Асамблеєю народу, органом, обраним Президентом Казахстану.
Станом на 2016р., у Казахстані з населенням понад 17,6 млн осіб правом голосу володіють близько 9,8 млн осіб. Законодавством республіки не передбачений поріг мінімальної явки виборців для визнання виборів такими, що відбулися.

## Передумови
Вибори 2016 року є позачерговими, як наслідок підписання указу Президента Республіки Казахстан від 22 січня 2016 року про розпуск Мажилісу за зверненням зробленим 13 січня 2016 року самими депутатами Мажилісу чинного скликання, повноваження якого закінчуються восени 2016 року.
Основними причинами припинення повноважень чинного скликання депутатське звернення називало виконання нинішнім скликанням «своєї історичної місії» шляхом створення «законодавчої бази реалізації Плану Нації», необхідністю «широкої суспільної консолідації в відповідальний час», а також з «суміщенням виборів до парламенту з виборами до місцевих масліхатів».
Також причину проведення дострокових виборів експерти бачать в тому, що влада боїться дестабілізації ситуації в Казахстані на тлі зростаючого економічної кризи: зростання суспільної напруженості в результаті прийняття урядом непопулярних антикризових заходів підвищує ризики соціальної нестабільності і зниження рейтингу влади до кінця 2016 року - конституційного терміну виборів.

## Хід кампанії
З лютого 2016 року почалася передвиборча агітація. Згідно з даними Центрвиборчкому, у виборах беруть участь шість партій: «Нур Отан», Комуністична народна партія Казахстану (КНПК), "Демократична партія Казахстану «Ак жол»", «Бірлік», «Ауил» та Загальнонаціональна соціал-демократична партія (ОСДП).
Виборча кампанія не передбачала фінансування виборів з бюджету.

## Хід виборів

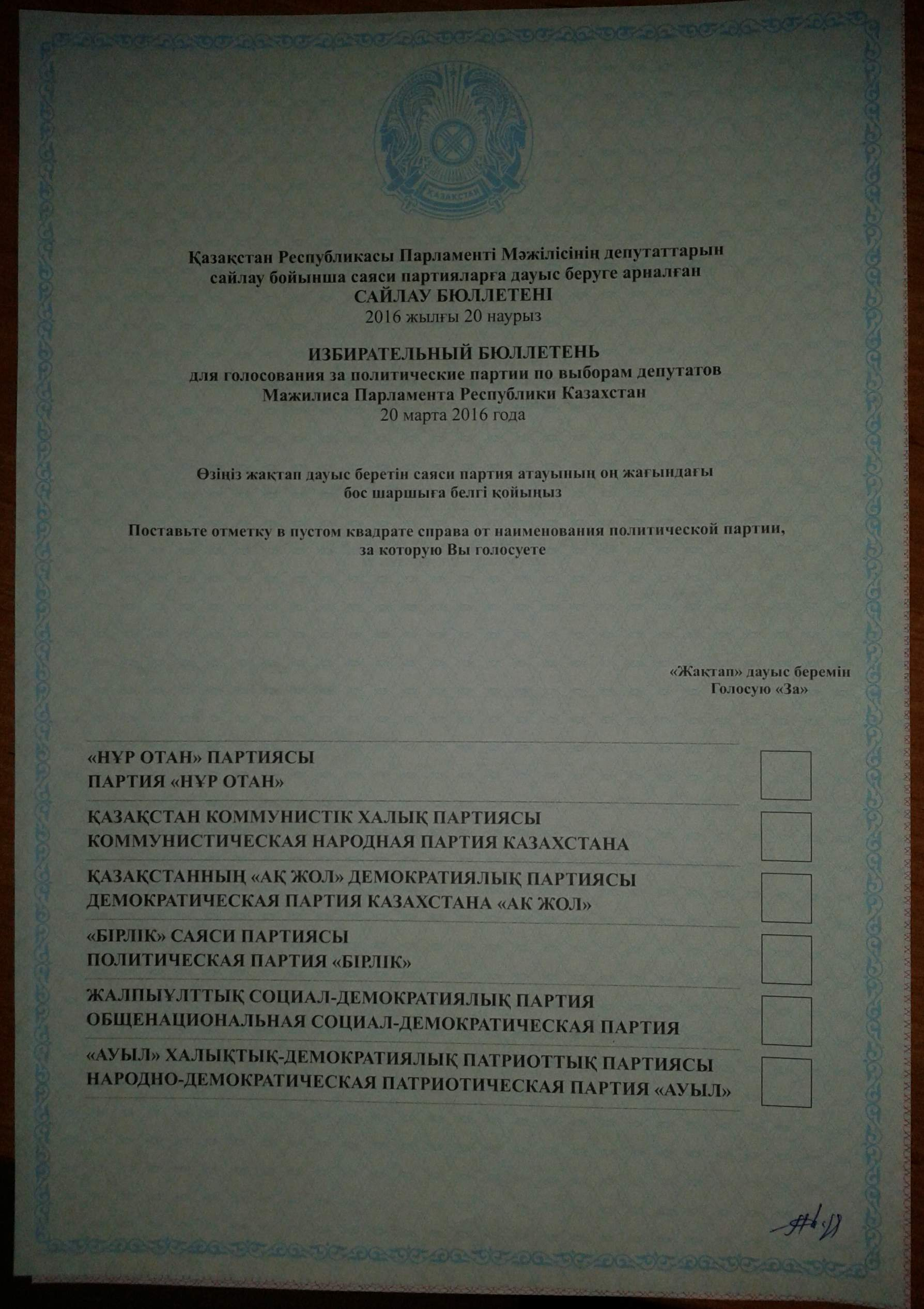
Бюлетень на виборах депутатів Мажилісу

Виборчі дільниці відкрилися у всіх регіонах республіки о 07:00 за часом Астани (03:00 за Києвом). У чотирьох західних областях, Актюбе, Атирау, Батис Казакстан і Мангістау, які до 01 березня 2024 року знаходилися в іншому часовому поясі, виборчі дільниці відкрилися на годину пізніше.
Закрилися дільниці повсюдно о 20:00 за місцевим часом (16:00 за Києвом), після чого почався підрахунок голосів виборців. Вибори пройшли більш ніж на 9,8 тисячах виборчих дільницях, створених на території Казахстану і за кордоном. В рамках установленої практики Центральна виборча комісія могла оприлюднити попередні підсумки виборів до Мажилісу вже 21 березня.
Вибори проводились загалом на більш ніж 9,8 тисячах виборчих дільницях на території Казахстану і за кордоном. Станом на 12:00 за місцевим часом (08:00 година за Києвом) в голосуванні взяли участь уже понад 40% виборців.

## Результати виборів
На позачергових парламентських виборах в Казахстані перемогу здобула керівна партія президента Нурсултана Назарбаєва.
За попередніми результатами парламентських виборів в Казахстані троє політичних партій пройшло семивідсотковий поріг. Демократична партія Казахстану «Ак жол» та Комуністична партія зайняли друге місце та третє місця, ледь подолавши поріг в 7%. Решта партій не змогли зібрати необхідну кількість голосів, щоб пройти до Мажилісу.

### Розподіл голосів
До Мажилісу пройшли «Нур Отан», ДПК «Ак Жол» и КПНК, які набрали 80,99, 7,18 та 7,14 відсотка відповідно.
- Партія «Нур Отан» — 80,99%;
- Демократична партія Казахстану «Ак Жол» — 7,18%;
- Комуністична партія Казахстану — 7,14%;
- Народно-демократична партія «Ауил» — 2%;
- Загальнонаціональна соціал-демократична партія — 1,18%;
- Партія «Бірлік» — 0,29%.

Списки виборців в цілому налічували 9 мільйонів 791 тисяча 165 осіб; явка виборців склала 7 мільйонів 500 тисяч осіб, або 77,1 %.

## Спостереження
Представники місії Шанхайської організації співробітництва (ШОС) були присутні при закритті виборчих дільниць, підрахунку голосів виборців та складання протоколів про підсумки голосування, під час підрахунку голосів представники місії порушень не виявили. Про це повідомив глава місії спостерігачів від Шанхайської організації співпраці, заступник Генсекретаря ШОС Азіз Носіро в ході брифінгу в Центрвиборчкомі.
«Місія відзначає високу активність громадян під час голосування. На всіх виборчих дільницях, які відвідали представники місії, перебували спостерігачі від політичних партій, інших громадських об'єднань РК, а також ряду міжнародних організацій, представники засобів масової інформації. Скарг та зауважень від даних спостерігачів по ходу виборчого процесу на адресу представників місії не надходило»

## Критика та визнання
- Голова держави Нурсултан Назарбаєв висловив подяку республікансканскому штабу, а також членам штабів регіонів за роз'яснення політики партії і натхнення людей на єдність і на майбутні звершення. При цьому в ході Форуму переможців «Єдність! Стабільність! Творення!» Єлбаси зазначив, що участь казахстанців понад 77% є рекордом в історії країни.
- Голова місії спостерігачів від Південної Кореї заявив, що Республікою Казахстан запрошені численні спостерігачі від іноземних держав і міжнародних організації». «Це говорить про те, що Казахстан проводить вибори у відкритій і прозорій формі. Це - знак впевненості вашої держави[9]
- За думкою журналістів зі світових медіа, міжнародна світова спільнота ніколи не визнавала прозорість виборів Казахстану, порівнюючи їх з політичним театром однієї правлячої партії.[10]